# Mohammad Alwahibi
Mohammad Alwahibi (* 1947 in Nasir al-Din, Tiberias, Palästina; † 14. August 2015 in Berlin) war ein palästinensisch-syrischer Künstler.

## Leben
Alwahibi lebte ab 1948 in Syrien, bedingt durch die Vertreibung der Palästinenser im Palästinakrieg. Dort besuchte er die UNRWA-Grund- und -Mittelschule im Flüchtlingslager sowie die Second Arab Leader School und erhielt 1965 seinen High-School-Abschluss. Anschließend studierte er bis 1968 Pädagogik in Aleppo. Von 1979 bis 1984 studierte er an der Hochschule der Bildenden Kunst in Damaskus. Im Jahr 1984 absolvierte er Kurse in Porzellanmalerei in Remscheid. Er lebte ab 2014 in Deutschland.

## Wirken
Nach dem Pädagogikstudium folgten elf Jahre Kunstunterricht an syrischen Schulen. 1997 unterrichtete er Keramik-Technologien am Art Institute in Damaskus. Zwischen 1990 und 2007 gab er weiterhin Kunstunterricht in Schulen für palästinensische Waisen. Von 1982 bis 1985 arbeitete er auch als künstlerischer Leiter für die Kinderzeitung Al Tala'ee. Alwahibi gestaltete ein Programm für das syrische Fernsehen mit dem Ziel, die Künste für Kinder zu fördern.
Alwahibi nahm an Gruppenausstellungen in Amerika, Frankreich, Syrien, Griechenland, Finnland, Italien, Venezuela, Libanon, Jemen und Deutschland teil.

## Einzelausstellungen (Auswahl)
- Galerie des Nationalmuseums Aleppo, 1989
- Naji al-Ali Lounge, Damaskus, 1989
- Gallery Ornina, Damaskus, 1991, 1992
- Gallery Naseer Shura, Damaskus, 1993, 1998, 200, 2007
- Dar Kalimat, Aleppo, 2004
- Gallery Ishtar, 2005
- Gallery Al Markhiya - Doha Qatar, 2009
- Zaytuna Lounge – Genf 2010
- Gallery Oxygen, Damaskus, 2010
- Opera House Gallery, Damaskus, 2010
- Galerie Zeitzone Berlin  2014
- Galerie Katz & Bach Berlin 2015[1]

## Mitgliedschaften
- Mitglied der Künstler Union Palästinas
- Mitglied der bildenden Künstler Association in Syrien
- Mitglied der Arabischen Bildenden Künstler Union
- Jury (2009–2013) des Ministeriums für Kultur zur Förderung junger Künstler[1]